# Čekošov
Čekošov (842 m n.p.m.) – szczyt w północnej części Gór Czerchowskich na Słowacji.
Wznosi się od zachodu nad doliną górnego toku Topli, na północny zachód od wsi Livov. Stanowi zakończenie równoleżnikowo biegnącego ramienia, oddzielającego się w kierunku wschodnim od szczytu Malý Minčol (1054 m n.p.m.). Prawie całkowicie zalesiony, jedynie w strefie podszczytowej kilka niewielkich polan i świeżych wyrębów.
Na południowo-wschodnim ramieniu góry, opadającym nad Livov, na wysokości ok. 650 m n.p.m. pozostałości partyzanckiego szpitalika z czasów słowackiego powstania narodowego.
Przez masyw Čekošova, tuż na północ od wierzchołka, przebiega niebiesko zankowany szlak turystyczny  Ruská Voľa nad Popradom – Dlhá – przełęcz Pod Dlhou – Murianík – Malý Minčol – Livov.